# 罗马尼亚驻捷克大使馆

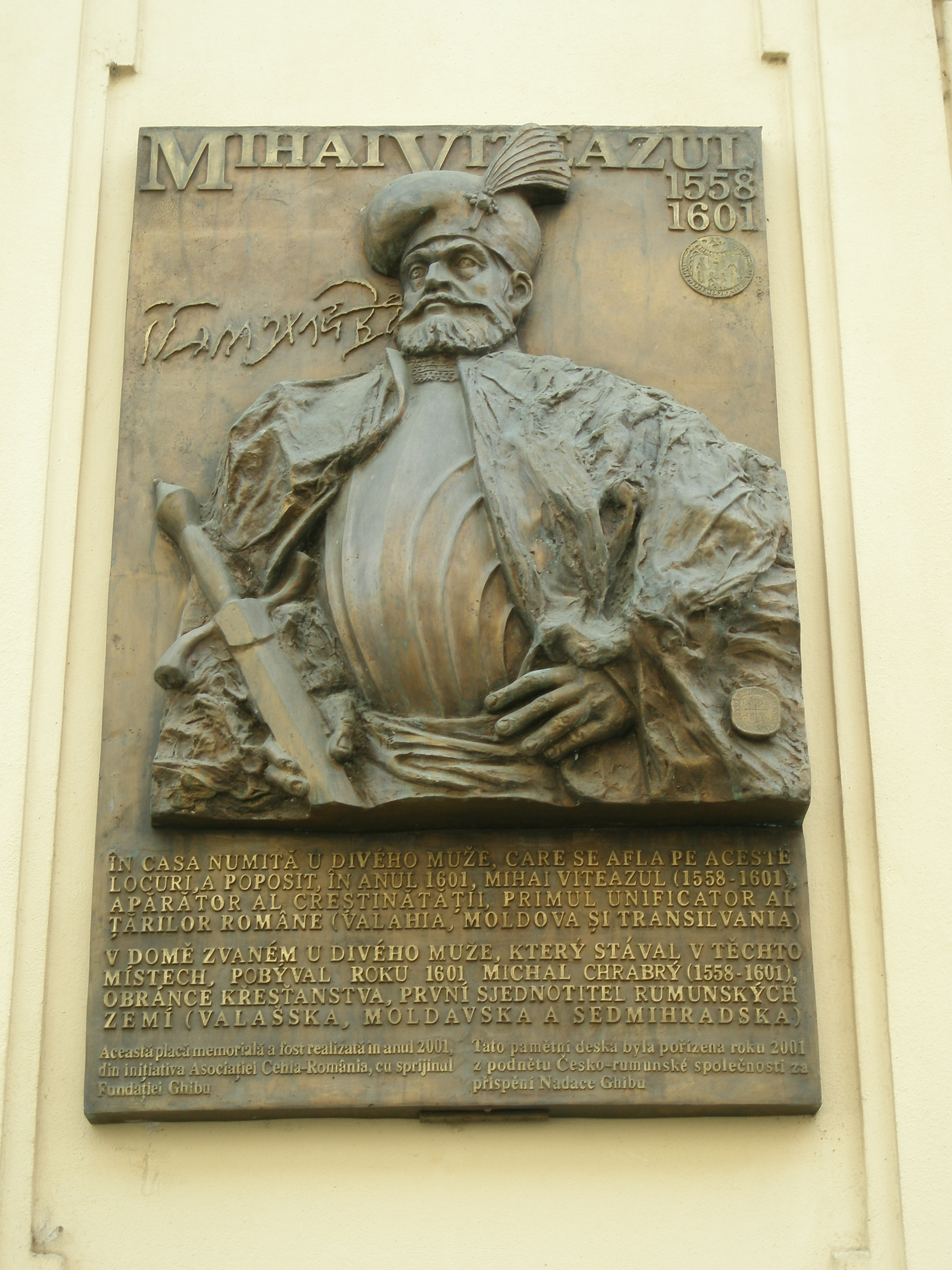
勇敢者米哈伊

罗马尼亚驻捷克大使馆位于捷克首都布拉格小城的聂鲁达街，正对意大利驻捷克大使馆。这是一座庞大的莫尔辛宫。其立面的特征是两根柱子，形状是被捆绑的摩尔人。